# Wahlkreis Sebnitz
Der Wahlkreis Sebnitz war ein Landtagswahlkreis zur Landtagswahl in Sachsen 1990, der ersten Landtagswahl nach der Wiedergründung des Landes Sachsen. Er hatte die Wahlkreisnummer 37. Für die Landtagswahlen 1994 und 1999 wurde die Wahlkreisstruktur verändert. Das Gebiet des Wahlkreises Sebnitz wurde Teil des Wahlkreises Sächsische Schweiz 2.
Der Wahlkreis umfasste alle zehn Gemeinden des Landkreises Sebnitz: Dürrröhrsdorf-Dittersbach, Hinterhermsdorf, Hohnstein, Lohmen, Sebnitz, Stolpen, Wilschdorf, Hohwald und Kirnitzschtal.

## Ergebnisse
Die Landtagswahl 1990 fand am 14. Oktober 1990 statt und hatte folgendes Ergebnis für den Wahlkreis Sebnitz:
| Direktkandidat | Partei (Kürzel) | Erststimmen (%) | Zweitstimmen (%) |
| -------------- | --------------- | --------------- | ---------------- |
| Dieter Förster | DA              | 02,9            | 00,9             |
| Eckmar Hähnel  | CDU             | 62,3            | 65,7             |
|                | Chr. L          | -               | 00,5             |
|                | DBU             | -               | 00,6             |
| Jörg Mildner   | DSU             | 06,9            | 03,7             |
| Claus Hörrmann | F.D.P.          | 08,2            | 04,3             |
| Gunter Michel  | LL-PDS          | 08,9            | 07,4             |
|                | NPD             | -               | 01,1             |
|                | FORUM           | -               | 03,6             |
|                | RAP             | -               | 00,1             |
|                | SHB             | -               | 00,1             |
| Hans Schäfer   | SPD             | 10,7            | 12,3             |

Es waren 37.403 Personen wahlberechtigt. Die Wahlbeteiligung lag bei 77,7 %. Von den abgegebenen Stimmen waren 3,9 % ungültig. Als Direktkandidat gewählt wurde Eckmar Hähnel (CDU). Er erreichte 62,3 % aller gültigen Erststimmen.